# Championnats du monde de course sur route
Les Championnats du monde de course sur route sont une compétition d'athlétisme organisée par World Athletics. La compétition créée en 2023 reprend les épreuves du championnats du monde de semi-marathon et y ajoute les distances du 5 kilomètres et du Mile. 
Il y a bien eu deux éditions du championnats du monde de course sur route en 2006 et 2007 mais sur des distances uniques (20 km en 2006 et semi-marathon en 2007).

## Éditions
| Édition | Ville      | Pays       | Date                    | Épreuves | Participants |
| ------- | ---------- | ---------- | ----------------------- | -------- | ------------ |
| 2006    | Debrecen   | Hongrie    | 8 octobre 2006          | 2        |              |
| 2007    | Udine      | Italie     | 14 octobre 2007         | 2        |              |
| 2023    | Riga       | Lettonie   | 1er octobre 2023        | 6        |              |
| 2025    | San Diego  | États-Unis | 1er octobre 2025        |          |              |
| 2026    | Copenhague | Danemark   | 19 et 20 septembre 2026 |          |              |

## Épreuves
- Mile
- 5 kilomètres
- Semi-marathon